# Miguel Sansón Serván
Miguel Sansón Serván (nacido en 1961) es un escultor, diseñador y pintor. Ha recibido la Medalla de Extremadura, la máxima distinción institucional que otorga la Comunidad Autónoma de Extremadura, España.

## Familia y primeros años
Sansón nació en Almoharín, Cáceres, en 1961. Actualmente reside y crea su obra en su ciudad natal. Desde muy joven, se inició en la herrería mientras ayudaba a su padre, un herrero.

## Carrera
A los 26 años, Sansón se mudó a Alicante, donde pasó de un trabajo de cuidador en el Colegio de paralíticos cerebrales Infanta Elena, a dedicarse plenamente a su carrera artística. Su obra abarca el diseño de muebles, esculturas y pinturas. Sus obras se han exhibido en numerosas exposiciones en toda España e internacionalmente, incluso en Nueva York, París y Florencia.
Una de sus colecciones notables, "Sent-Art", presenta innovadoras esculturas de sillas. De esta colección destaca "El Sillón Menina, el Abrazo de Margarita" (2002), una silla que atrajo la atención de los medios de comunicación y que marcó el inicio de la serie "Sent-Art". Otra obra escultórica de silla destacable es “La silla Anastasia” (1995). Su escultura "Ascensión Fortaleza de Extremadura" (2008), creada con motivo del 25º aniversario del Estatuto de Extremadura, ocupa un lugar destacado en el atrio de la Asamblea de Extremadura.
Entre sus últimos trabajos se encuentra. Otras piezas destacadas son: "Esculturas de Ángeles" (2004) en el Museo de los Ángeles de Turégano de Segovia, "Árboles de vida" (2006) en el Centro Médico Oftalmológico Juan Antonio Lillo Bravo en Don Benito,  "Simbiosis" (2007) en Miajadas, "Ascensión fortaleza de Extremadura" (2008) en el atrio de la Asamblea de Extremadura, "Escultura dedicada la profesión enfermera" (2018), escultura encargada por el Colegio Oficial de Enfermería e instalada en el Hospital Universitario de Cáceres, “Innova Ficus” (2019) por la Capitalidad Europea del Higo en Almoharín. “La Danza” en el Auditorio de Cáceres, Escultura “El Jamón de Montánchez” (2021), escultura “Felipe Trigo” (2021) en el auditorio de Villanueva de la Serena y escultura “40 años de democracia en los pueblos de Extremadura” (2021) en el Hospital Provincial de Badajoz. Fue nombrado presidente de la Asociación de Universidades Populares de Extremadura (AUPEX), al frente de una nueva comisión ejecutiva compuesta por Universidades Populares de diversos municipios de Extremadura. Su papel en AUPEX subraya su compromiso de aprovechar el arte y la educación para la transformación social.
|                                                                                                |
| Sillas diseñadas y creadas por Miguel Sansón servan, María Pendientes, Anastasia y Silla Mitra |

|                                                                                        |
| 'Siembra cultura, siembra trigo', erigida en 2021 en Villanueva de la Serena (Badajoz) |

|                                                                                    |
| Figuras danzando, escultura en el exterior del auditorio de Caceres en Extremadura |

|                           |
| Escultura en hiero lacado |

## Forja Artística
- Reja artística para la capilla de la Iglesia de Orellana la Vieja en Badajoz (1998).[10]
- Reja para el templo de la Virgen de la Montaña en Cáceres (2000).[10]
- Reja artística para el Real Monasterio de Guadalupe en la subida al camarín de la Virgen de Guadalupe, “Porta Coeli” (2015).[5]
- Barandillas para el altar de la Iglesia de Santiago en Don Benito, Badajoz (2021)[5]

Exposiciones Internacionales
- La obra de Sansón ha sido expuesta internacionalmente, incluyendo exposiciones destacadas en Nueva York. Su colección “Ángeles y Maestros” explora temas angelicales en el arte contemporáneo.[5][11]

## Premios y reconocimientos
- 2002: Primer Premio Jóvenes Emprendedores Europeos de Extremadura, categoría Expansión e Innovación (Euroawards)[12][13]
- 2004: Primer Premio de Artesanía, otorgado por la Junta de Extremadura[14]
- 2006: Medalla de Extremadura por su aportación al diseño de la forja y su dedicación a Extremadura[15]
- 2011: Finalista del Premio Nacional de Artesanía Innova[16]
- 2021: Premio Montánchez Diálogo de Culturas